# マニュライフ生命保険
マニュライフ生命保険株式会社（マニュライフせいめいほけん）は、東京都新宿区に本社を置く生命保険会社。
カナダが本拠。カナダ、米国、アジアを中心に展開する金融サービス業マニュライフ・ファイナンシャルグループに属する。

## マニュライフ・ファイナンシャル
マニュライフ・ファイナンシャルは、1887年カナダで「マニュファクチャラーズ・ライフ・インシュアランス・カンパニー」として創立された。
当時のカナダは、隣接するアメリカの南北戦争終結後の産業革命を受け、工場労働者（マニュファクチャラーズ）が急速に増えていた時期であった。
カナダ初代首相ジョン・A・マクドナルドが、社会保障を補う目的で民間生命保険会社の設立趣旨に賛同し、同社の初代社長に就任して営業を始めた。そのため、同社はカナダの国策として設立された会社と説明されることがしばしばある。
マニュライフ・ファイナンシャルとその子会社の管理運用資産は、2013年6月30日現在、5,670億カナダドル（5,390億米ドル）となっている。
カナダおよびアジア地域ではマニュライフ・ファイナンシャル（マニュライフ）として、アメリカにおいては主にジョン・ハンコック・フィナンシャルブランドで事業展開を行っている。これは2003年にマニュライフが、ジョン・ハンコックフィナンシャルサービスを買収し傘下に収めたためである。
マニュライフ・ファイナンシャルは、トロント証券取引所、ニューヨーク証券取引所およびフィリピン証券取引所においては「MFC」の銘柄コードで、香港証券取引所では「945」で取引されている。世界各地の機関投資家に対し資産運用サービスの提供も行っている。
マニュライフ・ファイナンシャルは、2017年に創業130周年を迎えた。

## 日本本社
マニュライフは、1901年（明治34年）に日本での生命保険事業の免許を取得して営業を始めたが、第二次世界大戦により事業を中断。
1999年（平成11年）、中堅生命保険会社の第百生命保険相互会社が経営危機に陥り、カナダのマニュライフ・フィナンシャルコーポレーションが約50%出資して、マニュライフ・センチュリー生命保険株式会社、資本金109億円として、日本に再上陸した。
マニュライフ・センチュリー生命は、第百生命の受け皿となり、3月30日に第百生命より800億円で営業権を譲受。第百生命は既存契約のみ管理する管理会社となった。
2000年（平成12年）5月、第百生命が自主再建を断念し経営破綻し、金融監督庁（現：金融庁）長官から、業務一部停止命令。
2001年（平成13年）第百生命の破綻で、生命保険契約者保護機構から1450億円の資本供与を受け、保険契約をマニュライフ・センチュリー生命に包括移転。9月1日、マニュライフ生命保険株式会社に社名変更した。
2007年（平成19年）第百生命保険が消滅。
2010年（平成22年）から2012年（平成24年）まで、パシフィック・リーグのリーグスポンサー・クライマックスシリーズ「マニュライフ・クライマックス・パ」特別協賛スポンサーとして就任していた。
2015年（平成27年）から金融知力普及協会が主催する「全国高校生金融経済クイズ選手権　エコノミクス甲子園」にメインスポンサーとして協賛し、「マニュライフ生命カップ」の名称で、次世代を担う高校生の金融リテラシー教育推進を目的にイベントを支援している。
2017年（平成29年）からプロランナーの大迫傑とスポンサーシップ契約を締結。
2022年（令和4年）7月14日、行き過ぎた節税が問題となっていた「節税保険」をめぐり、金融庁から保険業法に基づく業務改善命令を受けた。
日本法人の本社所在地は1999年（平成11年）の設立以来、京王線国領駅南側の東京都調布市国領町4丁目34-1にあった第百生命保険本社ビルを引き継いで使用していたが、2015年3月に京王新線初台駅を最寄りとする東京オペラシティタワー30階へ本社を移転。同年4月1日から、最寄り駅の初台駅に京王電鉄が副駅名を導入し「初台駅 マニュライフ生命本社前」の駅名標が設置された。第百生命から引き継いだ旧本社ビルは解体され、跡地には伊藤忠都市開発と三菱地所レジデンスによって分譲マンション「クレヴィア調布国領レジデンス」が建設された。

### 沿革
- 1999年 - マニュライフ・センチュリー生命保険株式会社として会社設立[3]。第百生命保険相互会社より営業権を譲受し生命保険業務を開始[3]。
- 2001年 - 第百生命保険相互会社の保険契約の包括移転が完了[3]。マニュライフ生命保険株式会社へ社名変更[3]。
- 2004年 - 子会社としてマニュライフ・アセット・マネジメント株式会社（旧：MFCグローバル・インベストメント・マネジメント・ジャパン株式会社）を設立[3]。
- 2007年 - 子会社としてマニュライフ・インベストメンツ・ジャパン株式会社を設立[3]。
- 2010年 - 2010年度パシフィック・リーグスポンサーとして協賛[3]。
- 2015年 - 日本初となる医療保障への非喫煙者保険料率を導入（ガン関係特約を除く）[3]。東京オペラシティに本社移転[3]。
- 2016年 - 子会社2社を合併[3]。マニュライフ・アセット・マネジメント株式会社を存続会社とし、マニュライフ・インベストメンツ・ジャパン株式会社を吸収合併[3]。
- 2017年 - 同性パートナーを死亡保険金・死亡給付金の受取人に指定できる取り扱いを開始[3]。
- 2019年 - 会社設立20周年を迎える[3]。子会社としてマニュライフ・ファイナンシャル・アドバイザーズ株式会社を設立[1]。
- 2020年 - 子会社マニュライフ・アセット・マネジメント株式会社、マニュライフ・インベストメント・マネジメント株式会社に社名変更[3]。

## 関連会社
- マニュライフ・ファイナンシャル・アドバイザーズ株式会社 - 保険関連事業。マニュライフ生命保険の100％出資子会社として2019年に設立[1]。主に生命保険の募集に関する業務、損害保険代理業および金融商品仲介業を行う[1]。
- マニュライフ・インベストメント・マネジメント株式会社 - 資産運用関連事業。マニュライフ生命保険の100％出資子会社として2004年に設立[1]、2020年に現社名に変更[3]。主として有価証券等に関する投資助言業務および投資一任契約に係る業務、投資信託に係る業務を行う[1]。

## 取扱商品
マニュライフ生命保険の取扱商品は以下のとおりである（2016年8月1日現在）。
- マニュフレックス（ユニバーサル型保険[注釈 1]　生存給付保険 死亡保障）
- マニュメッド（生存給付保険 医療保障）
- 未来ステップ（変額保険I型　有期型）
- こだわり終身保険v2（無配当終身保険II型終身保険）
- こだわり収入保障（無解約返戻金型収入保障保険）
- こだわり医療保険　with PRIDE（無配当保険料払込期間中無解約返戻金型終身医療保険）
- こだわり個人年金（外貨建）（無配当外貨建個人年金保険）
- ラップパートナー(一時払　通貨選択型変額終身保険　積立利率更改型定額部分付)
- パワー・カレンシー（一時払　外貨選択型個人年金保険）
- ライフタイム・カレンシー（一時払　外貨選択型定額個人年金保険）
- ベストセレクション（一時払　外貨選択型個人年金保険）
- あしたの年金（一時払　変額個人年金保険）
- 未来を楽しむ終身保険(一時払　積立利率更改型定額部分付　通貨選択型変額終身保険)
- Prosperity　定期保険(事業保険)
- Prosperity　特定疾病保障保険(保険)
- Prosperity　新逓増定期保険(事業保険)
- Prosperity　ガン治療保険(事業保険)

### かつて販売していた商品
- こだわり収入保障(無解約返戻金型　金融機関代理店取扱)
- こだわり医療保険V2 （無配当保険料払込期間中無解約返戻金型終身医療保険）
- こだわり医療保険（無配当保険料払込期間中無解約返戻金型終身医療保険）
- グロース・カレンシー（一時払　外貨選択型個人年金保険）
- ターゲット・カレンシー（一時払　外貨選択型個人年金保険）
- 夢の定期便II(一時払　新変額個人年金保険IV型)
- 夢の定期便(一時払　新変額個人年金保険IV型)
- みらい記念日II(一時払　新変額個人年金保険IV型)
- みらい記念日(一時払　新変額個人年金保険IV型)
- マイヘルパー(一時払　投資型終身介護年金保険)
- 安心のかたち(一時払　投資型終身介護年金保険)
- 介護応援団(一時払　投資型終身介護年金保険)
- マニュプライムケア(一時払　投資型終身介護年金保険)
- 新生パワー介護年金(一時払　投資型終身介護年金保険)
- ステップライフ(一時払　投資型年金保険)
- びっくり箱(一時払　投資型年金保険)
- マニュライフ投資型年金(一時払　年金額5年ラチェット型[注釈 2])
- トゥーサプライズ(一時払　投資型年金保険　変額個人年金保険)
- まったなし(一時払　投資型年金保険)
- マニュネクスト(一時払　投資型年金保険　変額個人年金保険)
- マニュヴェスト(一時払　投資型年金保険　変額個人年金保険)
- マニュソリューション(一時払　投資型年金保険　変額個人年金保険)
- 一番星(一時払　投資型年金保険　運用目標設定型バランス75/50)
- マニュプライムプラス(一時払　投資型年金保険　目標設定型)
- マニュプライム(一時払　新変額個人年金保険)
- マニュハンドレッドGW(一時払　変額個人年金保険)
- マニュステップ(一時払　変額個人年金)
- プレミエール(一時払　投資型年金保険　新変額個人年金保険)
- マニュポート（一時払　変額個人年金保険）
- マニュエース(一時払　変額個人年金保険)
- マニュライフ投資型年金(一時払　ラチェット型　変額個人年金保険)